# Arnie Robinson
Arnie Paul Robinson, Jr. (ur. 7 kwietnia 1948 w San Diego, w Kalifornii, zm. 1 grudnia 2020 tamże) – amerykański lekkoatleta, skoczek w dal, mistrz i brązowy medalista olimpijski.

## Kariera sportowa
Pierwszym międzynarodowym sukcesem Robinsona było zdobycie srebrnego medalu na uniwersjadzie w 1970 w Turynie. Zwyciężył na igrzyskach panamerykańskich w 1971 w Cali. Na igrzyskach olimpijskich w 1972 w Monachium był faworytem, ale przegrał w finale ze swym kolegą Randym Williamsem oraz Hansem Baumgartnerem z RFN zdobywając brązowy medal. Zdobył srebrny medal na igrzyskach panamerykańskich w 1975 w Meksyku.
W finale skoku w dal na igrzyskach olimpijskich w 1976 w Montrealu Robinson w pierwszej kolejce ustanowił rekord życiowy 8,35 m, co wystarczyło do złotego medalu. Obrońca tytułu Williams był tym razem drugi. Robinson próbował jeszcze zakwalifikować się na igrzyska olimpijskie w 1980 w Moskwie, ale w amerykańskich eliminacjach był szósty (Stany Zjednoczone nie wystąpiły na tych igrzyskach).
Sześciokrotnie zdobywał tytuł mistrza Stanów Zjednoczonych (AAU) w latach 1971, 1972 i 1975–1978. Podobne osiągnięcie mieli tylko William DeHart Hubbard i Ralph Boston. Robinson był również halowym mistrzem USA w 1975 oraz akademickim mistrzem USA (NCAA) w 1970.